# Ooencyrtus destructor
Ooencyrtus destructor är en stekelart som först beskrevs av Perkins 1906.  Ooencyrtus destructor ingår i släktet Ooencyrtus och familjen sköldlussteklar. Inga underarter finns listade i Catalogue of Life.